# Vizianagaram
Vizianagaram (télougou : విజయనగర), parfois appelée Vijayanagaram, est une ville de l'Andhra Pradesh, dans le sud de l'Inde.